# Pseudoanthidium damaraense
Pseudoanthidium damaraense is een vliesvleugelig insect uit de familie Megachilidae. De wetenschappelijke naam van de soort is voor het eerst geldig gepubliceerd in 1936 door George A. Mavromoustakis.